# 花香乡
花香乡，是中华人民共和国广西壮族自治区河池市东兰县下辖的一个乡镇级行政单位。

## 行政区划
花香乡下辖以下地区：
花香村、大乐村、坡索村、英兰村、草坪村、干来村、乐廷村、坡峨村、和平村、永安村和弄兰村。